# Seznam prefektů Dikasteria pro kulturu a výchovu
- kardinál José Tolentino de Mendonça (od 26. září 2022[1])